# Porites myrmidonensis
Porites myrmidonensis is een rifkoralensoort uit de familie van de Poritidae. De wetenschappelijke naam van de soort is voor het eerst geldig gepubliceerd in 1985 door Veron.